# Kamal Tabrizi
Kamal Tabrizi (em persa: کمال تبریزی ) (Teerã, 1959) é um diretor de cinema iraniano.

## Filmografia como diretor
| Ano         | Título do Filme                    | Título (em inglês)        | Principais atores                    |
| ----------- | ---------------------------------- | ------------------------- | ------------------------------------ |
| 1988        | Oboor                              | Passage                   |                                      |
| 1990        | Dar Maslakh-e Eshgh                |                           |                                      |
| 1993        | Payan-e Kudaki (Kudak-e Ghahreman) | Champion Kid              |                                      |
| 1995        | Leily Ba Man Ast                   | Leily is With Me          | Parviz Parastui Shohreh Lorestani    |
| 1997        | Mehr-e Madari                      | Motherly Love             | Fatemeh Motamed Aria Parviz Parastui |
| 1998        | Sheida                             |                           |                                      |
| 2001 - 2002 | Farsh-e Bad                        | Carpet of The Wind        | Reza Kianian                         |
| 2002        | Gahi Be Aseman Negah Kon           | Sometimes Look At The Sky | Atila Pesyani Reza Kianian           |
| 2004        | Marmoulak                          | The Lizard                | Parviz Parastui                      |
| 2005        | Yek Tekkeh Nan                     | A Piece of Bread          | Reza Kianian                         |